# 巴勒特里奇 (密西西比州)
巴勒特里奇（英語：Barrett Ridge）是位於美國密西西比州李縣的非建制地區。

## 地理
巴勒特里奇所處的海拔為高於海平面112米（即367英呎），而該地所採用的時區為UTC-6，即北美中部時區（CST）。同時該地設有夏令時間，為UTC-6調快一小時，即UTC-5（CDT）。